# 微小世界生存戰
《微小世界生存戰》是由黑曜石娱乐並由Xbox游戏工作室發行在Microsoft Windows、Xbox One和Xbox Series X/S平台上的生存冒險遊戲，已於2022年9月27日公開發售，並曾在同年7月在Microsoft Windows和Xbox One上作抢先体验。2024年2月，微软宣布本作将登陆索尼PlayStation 5、PlayStation 4和任天堂Switch平台，于4月16日发售，这两个平台版本将支持与Xbox和PC跨平台联机。

## 遊戲玩法
《微小世界生存戰》是以第一人稱或第三人稱視角進行的生存遊戲，能單人遊玩，也可四人一起合作。作中四位主角馬克士威·「馬克斯」·斯莫爾斯（Maxwell "Max" Smalls，路克·楊布拉德飾）、薇洛·布蘭奇（Willow Branch，奧齊奧瑪·阿卡哈飾）、彼得·博格斯（Peter "Pete" Boggs，馬克斯·米特爾曼飾）和艾莉·「籃筐」·阮（Ally "Hoops" Ngyuen，夏勒特·鄭飾）被縮小到螞蟻般的大小，需在後院中掙扎求存。為此他們要攝取足夠多的食物和水，否則便會因為飢餓或脫水而損生生命值，然而後院充滿諸如蜘蛛、蜜蜂、塵蟎和瓢蟲等昆蟲，處處威脅著四位主角的生命安全。《微小世界生存戰》中出現的各種特定微型動物暗示著遊戲舞台位於北美洲某地，儘管有一小部分（如蘭花螳螂）不屬於原生物種，但可以合理推斷牠們是侵入進來的。不同的昆蟲在作中有著各自的意向，舉例來說，蜘蛛是會捕獵玩家的顶级掠食者，瓢蟲會引導玩家尋找食物來源，而蚜蟲則可以煮熟並作為食物食用。如果玩家有蜘蛛恐懼症的話，可以選擇勾選一輔助功能選項以降低蜘蛛的可怕程度。另外，玩家可以藉砍掉草叢來收集露水。
隨著《微小世界生存戰》的進程發展，玩家可以解鎖更多後院的新區域，但遊戲的難度也會慢慢增加，並且會出現更危險的敵人。在整個遊戲過程中，玩家需要尋找資源來建造基地，以保護自己免受外敵侵襲，尤其是在晚間，此段時間部分昆蟲會變得更具攻擊性。這些資源還可用於製作不同的工具及拿來制敵的陷阱和武器，例如斧頭、長矛和弓箭等。此外，玩家也需注意體力值的變化，若其過低的話則可能令角色在持續戰鬥時變得疲憊。

## 開發
在《永恆之柱2：死之火焰》發布後，黑曜石娛樂的團隊開始為一款生存遊戲集思廣益。當黑曜石的大部分員工都在製作《天外世界》時，一個由13人組成的小團隊也開始了《微小世界生存戰》的開發。該作在微軟於2018年收購黑曜石娛樂之前就已經投入生產，並在隔年11月由Xbox游戏工作室假「X019」活動正式披露。《微小世界生存戰》在2020年7月28日於Steam和Xbox Game Preview上進行搶先體驗。這初期版本包含遊戲約20%的主要進程，而黑曜石亦計劃聽取社群的反饋，繼續努力爭取在2022年推出該作的完整版本。發布約半年後，搶先體驗版便吸引了500萬玩家遊玩。
《微小世界生存戰》的靈感來源自迪士尼的《虫虫危机》和《親愛的，我把孩子縮小了》等電影。為了更多地了解不同類型的昆蟲，黑曜石娛樂的開發團隊還在 YouTube上觀看多部由昆蟲愛好者製作的長篇紀錄片。而之所以選擇後院為遊戲的場景，是因為他們認為其是一個容易辨認且接近的地方，同時又能給人一種超凡脫俗的感覺及具「真切的危機感」。《微小世界生存戰》的總監亞當·布倫內克（Adam Brennecke）將該作的舞台比作「主題公園」，為了達成這一點，開發團隊在遊戲世界內加入了許多地標，來試圖讓整件事變得更加有趣。
開發團隊設想了一個可交互的遊戲世界，玩家的行為會改變場景的狀態。布倫內克補充道《微小世界生存戰》將像其他黑曜石遊戲一樣具有「令人難忘」的故事。該團隊還廣泛研究了可控制昆蟲行為的人工智能，舉例來說，作中的螞蟻會對玩家的存在感到好奇，並不會第一時間發動攻擊，但若玩家在牠們的獵物附近建立基地，或玩家角色變得更強大且螞蟻開始視他們為威脅時，它們便會攻擊玩家。

## 電視動畫
2022年7月，黑曜石娛樂正與布倫特·弗里德曼（Brent Friedman）合作開發《微小世界生存戰》的改編動畫系列。

## 续作
《禁闭求生2》是由黑曜石娱乐与艺夺蒙特利尔共同开发并由Xbox游戏工作室发行在Microsoft Windows、Xbox Series X/S平台上的生存冒险游戏，预定于2025年7月29日以早期体验（Early Access）方式上线，首日加入Xbox Game Pass游戏库。

## 反應
| 汇总媒体   | 得分                    |
| ---------- | ----------------------- |
| Metacritic | PC：83/100 XSXS：82/100 |

| 媒体          | 得分   |
| ------------- | ------ |
| Destructoid   | 8.5/10 |
| Eurogamer     | 推薦   |
| GamesRadar+   | [ 20 ] |
| GameSpot      | 8/10   |
| HardcoreGamer | 4.5/5  |
| IGN           | 9/10   |
| PC Gamer美国  | 90/100 |
| Shacknews     | 9/10   |

《微小世界生存戰》在發行後收獲頗為正面的評價，在Metacritic上，PC版的遊戲根據23條評論獲得83/100分，Xbox Series X/S版則為26條評論的82/100分，兩者皆屬「大致正面評價」級別。截至2022年2月，該作已吸引超過1000萬名玩家遊玩。
IGN的特拉維斯·諾薩普（Travis Northup）給予《微小世界生存戰》9/10分，他形容黑曜石的這部後院生存遊戲是一部真正特別的佳作，其精髓在於其精心製作的後院舞台，儘管有極難追蹤或定位因敵人能力或背包已滿而掉落的物品的小問題，但優良的開場、無限的創造力及令人心滿意足的遊戲進程仍使它成為一部最適合在XSXS上遊玩的作品。GameSpot的馬克·德萊尼（Mark Delaney）為《微小世界生存戰》打出8/10分，他表示該作的滿滿童心正正是冒險類型需要的革新，亦比大多數類似的遊戲都更精緻，看似平凡的作品世界也因其四位主角而變得奇幻起來。Destructoid的喬丹·德沃雷（Jordan Devore）則給出8.5/10分，他形容《微小世界生存戰》令人印象深刻，儘管有一些顯然易見的小問題，但絕對值得玩家花時間和金錢遊玩。

### 獲得獎項與提名
| 年份 | 獎項     | 類別             | 結果 | 來源   |
| ---- | -------- | ---------------- | ---- | ------ |
| 2020 | 遊戲大獎 | 最佳輔助功能創新 | 提名 | [ 27 ] |
| 2022 | 金搖桿獎 | 年度Xbox遊戲     | 獲獎 | [ 28 ] |

## 外部連結
- 官方网站